# Ernst Fabricius
Ernst Christian Andreas Martin Fabricius (Darmstadt, 6 settembre 1857 – Friburgo in Brisgovia, 22 marzo 1942) è stato uno storico e archeologo tedesco.

## Biografia
Ernst Fabricius fece i suoi studi universitari a Strasburgo, laureandosi nel 1881; ottenne un dottorato sull'architettura greca all'università di Bonn. Fra i suoi insegnanti si ricordano Adolf Michaelis, Rudolf Schöll, Heinrich Nissen e Hermann Usener. Come borsista dell'Istituto archeologico germanico ebbe la possibilità di visitare, assieme al geografo Heinrich Kiepert, numerosi paesi del Mediterraneo, soprattutto Italia, Grecia e Asia Minore. Nel 1886 divenne Privatdozent di filologia classica, archeologia e storia antica all'università di Berlino. Aumentò da allora i lavori all'estero con soggiorni più lunghi in Grecia e Asia Minore in campagne di scavo a Pergamo, Lesbo, Samo e Creta.
Da 1888 fino al suo pensionamento (1926) è stato professore di storia antica alla Albert-Ludwigs-Universität Freiburg, l'università di Friburgo in Brisgovia. Dell'università della Friburgo tedesca Fabricius fu preside di facoltà, rettore (1810-11) e presidente della commissione per la costruzione della nuova università. Nel 1902 ricevette la nomina a presidente della Reichslimeskommission, la Commissione per il Limes germanico-retico.
Ernst Fabricius svolse anche una intensa attività politica. Fece parte dal 1913 a 1918 del Badische Ständeversammlung, il parlamento del Baden. Ernst Fabricius era un sostenitore del colonialismo tedesco e del Pangermanismo. Per molti anni fu  ell'associazione pangermanista Volksbund für das Deutschtum im Ausland (Lega popolare per il germanismo all'estero), di cui divenne presidente nel 1920.
Fabricius collaborò con Federico Halbherr della Missione archeologica italiana a Creta, nell'interpretazione della grande iscrizione contenente le "Leggi di Gortina" sul diritto di famiglia.

## Scritti
- Federico Halbherr, Ernst Fabricius e Domenico Comparetti, Leggi antiche della città di Gortyna in Creta, Firenze (Torino, Roma), Loescher, 1885
- Der Limes vom Rhein bis zur Lahn. Nach den Untersuchungen der Streckenkommissare, Peters, Heidelberg 1915
- Über die Lex Mamilia Roscia Peducaea Alliena Fabia, Winter, Heidelberg 1924 (Sitzungsberichte der Heidelberger Akademie der Wissenschaften, Philosophisch-Historische Klasse, 1924/25, 1)
- (coeditore) Der obergermanisch-raetische Limes des Roemerreiches. Im Auftrag der Reichs-Limeskommission, Peters, Berlin-Leipzig, Heidelberg 1894-1938. – Reprint Greiner, Remshalden, 2005, ISBN 978-3-935383-61-5